# 사랑해, 파리
사랑해, 파리(Paris, je t'aime)는 2006년 공개된 앤솔로지 영화이다.

## 감독
- 조엘 코언
- 이선 코언
- 알폰소 쿠아론
- 거스 밴 샌트
- 웨스 크레이븐
- 바우테르 살리스
- 알렉산더 페인
- 빈첸초 나탈리 (Vincenzo Natali)
- 거린더 차다 (Gurinder Chadha)
- 제라르 드파르디외
- 톰 티크베어
- 올리비에 아사야스
- 크리스토퍼 도일
- 이자벨 코이젯트
- 스와 노부히로 (Nobuhiro Suwa)
- 올리버 슈미츠 (Oliver Schmitz)
- 대니엘라 토머스 (Daniela Thomas)
- 실뱅 쇼메 (Sylvain Chomet)
- 브루노 포달리데 (Bruno Podalydes)
- 리처드 라그라브네스 (Richard LaGravenese)
- 프레데리크 오뷔르탱 (Frederic Auburtin)

## 출연
- 내털리 포트먼 - 프랜신
- 일라이저 우드 - 미국 여행객
- 쥘리에트 비노슈 - 수잔
- 스티브 부세미 - 관광객
- 닉 놀티 - 빈센트
- 매기 질런홀 - 리즈
- 제라르 드파르디외 - 카페 주인
- 윌럼 더포 - 카우보이
- 뤼디빈 사니에르 - 클레어
- 카타리나 산디노 모레노 - 아나

## 한국판 성우진(KBS)
- 송도영 - 수잔(쥘리에트 비노슈) / 프란시스(에밀리 모티머)
- 성선녀 - 마리안(마리안 페이스풀) / 지나(제나 롤런즈)
- 서광재 - 빈센트(닉 놀티) / 벤(벤 가자라)
- 오길경 - 자카(레일라 베크티) / 여자(미란다 리처드슨) / 리즈(매기 질런홀) / 캐롤(마고 마틴데일)
- 민지 - 소피(아이사 마이가) / 프랜신(나탈리 포트만)
- 사성웅 - 프랑수아(시릴 디스코르스) / 액슬(액슬 키너) / 수잔의 남편(이뽈리뜨 지라르도) / 오스카 와일드(알렉산더 페인)
- 윤세웅 - 남자(에르베 피에르) / 자카의 할아버지(살라 테스쿡) / 엘리(엘리아스 맥코넬) / 남자(세르조 카스텔리토) / 윌리엄(루퍼스 슈얼)
- 이현주 - 클레어(뤼디빈 사니에) / 저스틴(마틴 콤베스)
- 고재균 - 판매원의 사장 / 켄(라이오넬 드레이)
- 김래환 - 남자(브루노 포달리데스) / 가스파드(가스파르 울리엘) / 피자 배달부(니콜라스 모리) / 토마스(멜시오르 드후에)
- 변현우 - 프랑수아의 친구(토마스 듀머체즈) / 학생
- 홍진욱 - 라디오 방송 / 엘리의 판화 상점 주인(크리스찬 브램슨) / 판매원(바르베 슈뢰더) / 카우보이(윌럼 더포) / 밥(밥 호스킨스) / 카폐 주인(제라르 드파르디외)
- 서지연 - 여자(플로렌스 뮬러) / 아나(카탈리나 산디노 모레노) / 미장원 원장(리신) / 이시스(록산느 펠리서)
- 은정 - 줄리(줄리 바탈리) / 패니(파니 아르당) / 리즈의 친구(조아나 프레이스)
- 이광수 - 프랑수아의 친구(줄리엔 베라미스) / 하산(세이두 브로)